# أحمد بن فرح
أبو جعفر أحمد بن فرح بن جبريل الضرير البغدادي أحد قراء القرآن ورواة الحديث النبوي.

## قراءة القرآن
ذكره الذهبي ضمن علماء الطبقة السادسة من حفاظ القرآن، كما ذكره ابن الجزري ضمن علماء القراءات. أخذ ابن فرح القرآن والروايات عن كثير من العلماء، يقول ابن الجزري: قرأ ابن فرح على الدوري بجميع ما عنده من القراءات، وعلى عبد الرحمن بن واقد وقرأ أيضا علي البزي، وعمر بن شبة.
قرأ القرآن على ابن فرح عدد كثير، يقول الذهبي: وتصدر للإفادة زمانا، وبعد صيته، واشتهر اسمه، لسعة علمه، وعلو سنده، فقرأ عليه: زيد بن علي بن أبي بلال، وعبد الله بن محرز، وعلي بن سعيد القزاز، وأبو بكر النقاش، وعبد الواحد بن أبي هاشم وأحمد بن عبد الرحمن الولي، والحسن بن سعيد المطوعي وآخرون.

## رواية الحديث
أخذ ابن فرح الحديث عن خيرة العلماء منهم: علي بن عبد الله المديني، وأبو الربيع الزهراني، وأبو بكر بن أبي شبة، وعثمان بن أبي شيبة، وإبراهيم بن عبد الله الهروي، وإسحاق بن بهلول التنوخي، وغيرهم. أخذ الحديث عن ابن فرح عدد كثير من الرواة، منهم: أبو طالب بن البهلول الأنباري، وأحمد بن جعفر بن مسلم الختلي، وعثمان بن أحمد ابن سمعان الرزاز. كان ابن فرح من الثقات، يقول الخطيب البغدادي: حدثني علي بن محمد بن نصر قال: سمعت حمزة بن يوسف يقول: سألت أبا الحسن الدارقطني عن أحمد بن فرح فقال: كان ثقة. احتل ابن فرح مكانة سامية لدى العلماء.

## وفاته
توفي ابن فرح سنة 303 هـ، وقد قارب التسعين عامًا.